# Кошка Дмитро Олександрович
Дмитро́ Олекса́ндрович Ко́шка (нар. 12 липня 1985) — молодший лейтенант Збройних сил України.

## Життєпис
Випускник Національного гірничого університету — еколог, закінчив аспірантуру. Мобілізований у квітні 2014-го — 20-й батальйон територіальної оборони Дніпропетровська. Командир взводу, на п'ятий день служби вже був в місцях злодіянь проросійських мародерів. Бойовий шлях почав з відновлення української влади у відносно спокійному Великоновосілківському районі.
В одному місті, де чечени захопили будівлю міської ради, взвод вибивав найманців; спецоперація була проведена, хоча люди кидали в українських військових пляшки та обзивали «загарбниками». За словами Кошки, одна жіночка сказала: «Ти дивися, він навіть російською розмовляє!». Займався «вибиванням» для взводу обмундирування та озброєння.
Під час виконання важливого спецзавдання зазнав осколкових поранень обидвох ніг при обстрілі терористами з мінометів — необхідно було втримати важливу точку, у боях за яку полягли бойові побратими. Лікується в обласній клінічній лікарні ім. Мечникова — став першим пораненим у своєму підрозділі за 4 місяці боїв.

## Нагороди
19 липня 2014 року — за особисту мужність і героїзм, виявлені у захисті державного суверенітету та територіальної цілісності України, вірність військовій присязі під час російсько-української війни, відзначений — нагороджений орденом Богдана Хмельницького III ступеня.